# Douar Hicher (délégation)
Pour l’article homonyme, voir Douar Hicher.
Douar Hicher est une délégation tunisienne dépendant du gouvernorat de la Manouba.
| Hommes | Classe d’âge | Femmes |
| ------ | ------------ | ------ |
| 1 301  | 75 ou +      | 1 415  |
| 5 744  | 60-74 ans    | 6 128  |
| 8 261  | 45-59 ans    | 8 249  |
| 10 691 | 30-44 ans    | 10 537 |
| 8 466  | 15-29 ans    | 8 406  |
| 9 790  | 0-14 ans     | 9 347  |